# 東芝医療情報システムズ
東芝医療情報システムズ株式会社(とうしばいりょうじょうほうシステムズ、英文社名：Toshiba Medical Information Systems Corporation)は、かつて存在した東芝グループの医療情報システムの開発・販売を主要事業とする企業である。東京都品川区に本社を置いていた。
大規模病院から診療所までの電子カルテ、オーダエントリ、医事会計、看護支援等の医療情報システムを提供していた。
2014年10月1日、親会社の東芝メディカルシステムズ株式会社に吸収合併された。

## 沿革
- 2004年4月 - 東京都品川区に東芝住電医療情報システムズ株式会社設立
- 2011年10月 - 東芝グループが全株式を所有することになり、社名を東芝医療情報システムズ株式会社に変更
- 2014年10月 - 東芝メディカルシステムズ株式会社に吸収合併。

## 事業所
- 本社事業所 - 東京都品川区東品川4-10-13
- 中部事業所 - 愛知県名古屋市中区栄4-5-3
- 関西事業所 - 大阪府大阪市中央区南船場4-11-28
- 九州事業所 - 福岡県春日市須玖北2-8